# ديمة الحايك
ممثلة سورية مواليد دمشق خريجة المعهد العالي الفنون المسرح. أولى مشاركاتها كانت في مسلسل عن الخوف والعزلة. انطلاقتها كانت من خلال مسلسل «نص يوم» إلى جانب تيم حسن ونادين نسيب نجيم 

## أعمالها
•الشنطة
•قلبي معي
•الميراث
•عن الخوف والعزلة
•هارون الرشيدي
•الحرملك الجزء الثاني